# Helina loekenae
Helina loekenae är en tvåvingeart som beskrevs av Lavciev 1983. Helina loekenae ingår i släktet Helina och familjen husflugor.
Artens utbredningsområde är Norge. Inga underarter finns listade i Catalogue of Life.